# 坂本直道
坂本 直道（さかもと なおみち、1892年（明治25年）3月5日 - 1972年（昭和47年）7月30日）は、日本の実業家。南満州鉄道参与を務めた。坂本龍馬の甥の一人である坂本直寛の長男（第三子）。

## 生涯
高知県生まれ。1897年、父・直寛（郷士坂本家5代当主）ら一族で北海道訓子府に移住する。1906年釧路で北米・中国に鉄道枕木を輸出する目的で坂本商会を設立本拠地は釧路市となる。1911年に父が亡くなり、いったん郷士坂本家を相続する（郷士坂本家6代当主となる）が、1913年に直道が隠居する形で、郷士坂本家は義兄の彌太郎（郷士坂本家7代当主）が家督を継ぐこととなる。
1920年（大正9年）に東京帝国大学法学部を卒業して南満州鉄道に就職。1929年（昭和4年）からはフランスのパリに駐在となり、以後1940年（昭和15年）6月に帰国するまで11年間居住した。この間、1933年（昭和8年）には、満鉄出身の松岡洋右が全権を務めた国際連盟総会（日本がリットン報告書の認定を拒否して連盟を脱退した）の随員に加わっている。随員に加わる前、直道は日本が国際的に孤立することを危惧し、国際連盟内で日本に同調しなくとも同情的な態度を取る（制裁決議に対して否決もしくは棄権）国を増やすことや、日仏友好議員連盟のようなものを組織しようといった進言を松岡におこなっている。直道はパリで満鉄欧州事務所長を務める傍ら、日仏同志会の理事職や雑誌『日仏文化（フランス・ジャポン）』の発刊などの交流事業にも関与した。この『日仏文化（フランス・ジャポン）』は、松岡の要請で日本の対外宣伝を目的として刊行されたものだった。直道は、国際連盟総会でジュネーブ滞在中に親交を深めたと思われる、読売新聞パリ特派員の松尾邦之助を編集長に招いている。
帰国した1941年に、彌太郎の薦めで坂本龍馬家の家督を継いでいる。
帰国後は日米関係の改善を目的とした活動をおこなったが、官憲から監視を受ける立場となり、満鉄参与を辞職。長野県軽井沢町に隠棲し、同じく隠棲中だった鳩山一郎と隣家だったことから、戦後の日本について話し合う間柄になった。終戦後、鳩山が日本自由党を結成した際には顧問に選ばれるが、短期間で辞している。以後は日仏経済懇話会理事長、電波監理委員会委員（「正力マイクロ波事件」参照）等を歴任。
1972年、80歳で病没。

## 親族
龍馬の死後、坂本龍馬家を継承した坂本直（高松太郎）は伯父。また、画家の坂本直行は直道の姉・直意（直寛の第一子）の次男で、直道にとっては甥にあたる。

## 著書
- 『激動するアジアの中の日本』新生新社、1966年
- 『中ソ国境紛争の背景』鹿島研究所出版会、1970年